# Sílex

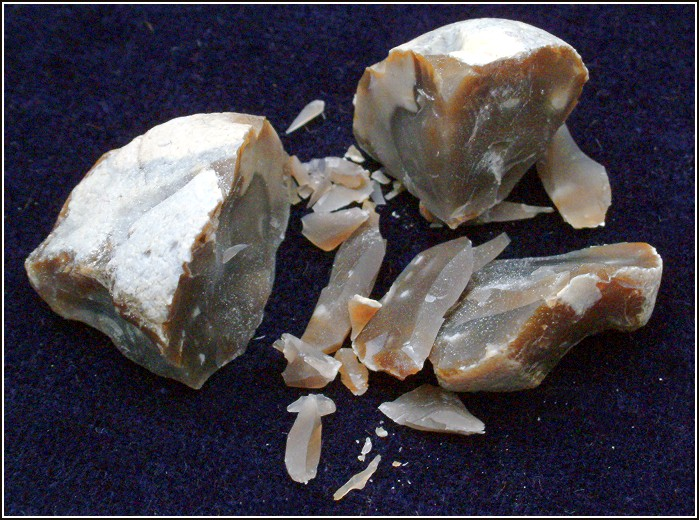
Fragmentos de sílex

Sílex é uma rocha sedimentar silicatada, constituída de quartzo criptocristalino, muito dura e com elevada densidade e fratura conchoidal. Apresenta-se geralmente compacta, de cor cinzenta, negra e outras. Ocorre sob a forma de nódulos ou massas em formações de giz ou calcário. Pode apresentar várias impurezas  como argilas, carbonato, silte, pirita e matéria orgânica.

## Gênese
Pode ter origem orgânica, fazendo parte do grupo dos acaustobiólitos (rochas de origem biológica não combustíveis, formada de carapaças siliciosas de organismos marinhos) ou inorgânica ou ainda ter origem em fenómenos de substituição.

## Usos e aplicações
Foi muito utilizada pelo hominídeos  durante os períodos do Paleolítico, Mesolítico/Epipaliolítico e Neolítico para confecção de armas (por exemplo em pontas de seta) e utensílios de corte, devido a sua grande dureza e a seu corte incisivo, devido às arestas afiadas que são produzidas quando fracturada.

### Pederneira

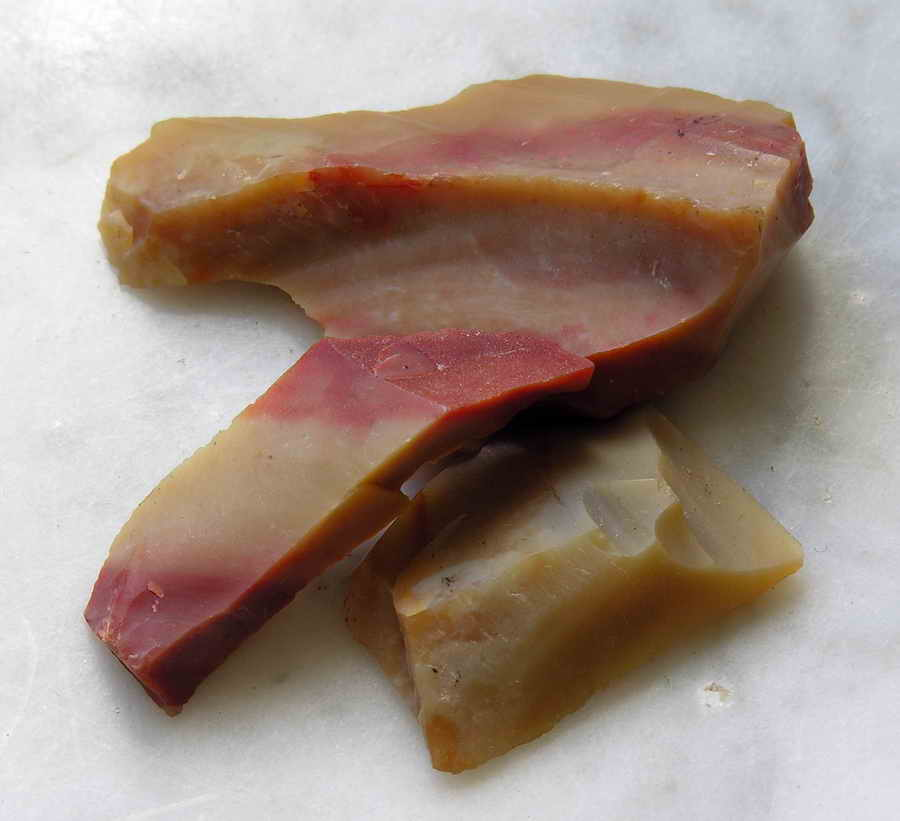
Sílex, mineral utilizado em pederneiras

A pederneira é um sílex pirômaco, capaz de produzir faíscas quando percutido ou atritado por peças de metal, em especial o ferro. Muito utilizado em peças antigas de artilharia, espingardas, isqueiros etc., gera faíscas, tornando fácil se fazer fogo em qualquer clima, em qualquer altitude, até mesmo sob tempestades e neve. É possível se fazer uma fogueira em qualquer lugar usando apenas uma pederneira e um pouco de vegetação seca, pois ela funciona até mesmo estando molhada.
Existem atualmente pederneiras comercialmente disponíveis feitas de metal rico em magnésio que são muito mais conhecidas e de utilização muito mais econômica, eficiente e confiável.

### Uso Religioso
Devido à ausência de características humanas e à imaturidade artística , segundo H.J. Rose;  no período proto-histórico, na religião romana utilizava-se essa pedra para representar Júpiter.

#### Citação na literatura
Na Bíblia, a pederneira é utilizada por Josué para confeccionar facas para circuncidar os filhos de Israel.